# Yamen Ben Zekry
Yamen Ben Zekry (Túnez, Túnez, 6 de octubre de 1979), futbolista tunecino. Juega de defensa y su actual equipo es el Al-Salmiya SC de Kuwait. 

## Selección nacional
Ha sido internacional con la Selección de fútbol de Túnez, ha jugado 4 partidos internacionales.

## Clubes
| Club               | País    | Año         |
| ------------------ | ------- | ----------- |
| Club Africain      | Túnez   | 2004 - 2006 |
| El Zamalek         | Egipto  | 2006 - 2007 |
| Bahréin Riffa Club | Baréin  | 2008        |
| SC Bastia          | Francia | 2008 - 2009 |
| Al-Shamal          | Catar   | 2009-2010   |
| Al Wahda Tripoli   | Libia   | 2010        |
| Al-Salmiya SC      | Kuwait  | 2011-       |